# Бурлин, Пётр Гаврилович
Пётр Гаврилович Бурлин (1879, Оренбургская губерния — 10 февраля 1954, Сидней, Австралия) — русский военачальник, генерал-майор. Участник русско-японской и Первой мировой войн. Участник Белого движения в годы гражданской войны.

## Биография
Из оренбургских казаков станицы Сакмарской 1-го военного отдела Оренбургского казачьего войска. Окончил Оренбургское юнкерское казачье училище. Выпущен подхорунжим (пр. 01.09.1901) во 2-й Оренбургский казачий полк. Хорунжий (1901). Участник Русско-японской войны. Переведён во 2-й Читинский полк Забайкальского казачьего войска. С 1905 — сотник, с 1909 — подъесаул. На 1910 — в 5-м Оренбургском казачьем полку.
В 1914 году окончил Императорскую Николаевскую военную академию по первому разряду. По окончании академии приказом по генштабу № 12 за 1914 прикомандирован для испытания к штабу Иркутского военного округа. 
 Участник Первой мировой войны:

капитан с 1914, 

старший адъютант штаба 12-й Сибирской стрелковой дивизии, 

временно исполнял должность начальника штаба 6-го Сибирского армейского корпуса, 

с 22 ноября 1914 — обер-офицер для поручений штаба 24-го армейского корпуса, 

с 20 августа 1915 — старший адъютант штаба 49-й пехотной дивизии, 

с 31 марта 1916 — помощник старшего адъютанта разведывательного отделения отдела генерал-квартирмейстера штаба 3-й армии, 

с 20 декабря 1916 — старший адъютант отделения генерал-квартирмейстера штаба 3-й армии, 

с 25 ноября 1917 — состоял в распоряжении начальника штаба армий Западного фронта. 

В 1916 присвоено воинское звание «полковник».

## Участие в Гражданской войне
Возглавлял тайную офицерскую организацию и участвовал в свержении советской власти во Владивостоке. 10 июля 1918 назначен генерал-квартирмейстером штаба военно-сухопутных сил Приморской области и одновременно временно исполняющим должность начальника штаба командующего и начальника этапно-хозяйственного отдела. 2 августа 1918 также назначен заместителем председателя военного совещания при штабе командующего. 20 августа 1918 произведён в генерал-майоры.
В Российской армии адмирала А. В. Колчака служил в чине генерал-майора и находился в распоряжении начальника штаба Верховного главнокомандующего. С 18 января 1919 назначен помощником начальника штаба Верховного главнокомандующего Д. А. Лебедева. Весной 1919 года временно исполнял должность начальника штаба Верховного главнокомандующего, а 23 мая 1919 года назначен помощником начальника штаба Верховного главнокомандующего с правами его заместителя.
С 12 августа 1919 года — второй помощник начальника штаба Верховного главнокомандующего. С 1 октября 1919 являлся первым генерал-квартирмейстером штаба Восточного фронта.
После поражения армии Колчака эмигрировал в город Ханькоу в Китае. В 1926 году поселился в Шанхае, где активно включился в деятельность местных эмигрантских организаций русского офицерства. Уже в 1927 году был объявлен представителем главного уполномоченного великого князя Николая Николаевича в Маньчжурии генерала М. М. Плешкова, а после его смерти в том же году стал претендовать на объединение всех офицерских эмигрантских организаций в Маньчжурии под своим руководством, но его неудачные действия только усугубили внутренний раскол в этой среде.  С 1930 — советник при Генеральном штабе китайской армии и (с 1932) профессор в китайской военной академии. Глава отделения «Братства Русской Правды» в Шанхае.
С 1948 года проживал на острове Тайвань.
Последние годы жизни провёл в Австралии.

## Награды
- Орден Святой Анны 4-й степени (26.09.1904);
- Орден Святого Станислава 3-й степени с мечами и бантом (1904);
- Орден Святой Анны 3-й степени с мечами и бантом (1905);
- Орден Святого Станислава 2-й степени с мечами (1905);
- Орден Святой Анны 2-й степени (08.05.1914);
- Георгиевское оружие (ВП 22.04.1915);
- Мечи к ордену Святой Анны 2-й степени (1915);
- Орден Святого Владимира 4-й степени с мечами и бантом (1915);
- Орден Святого Владимира 3-й степени с мечами (1916);
- Орден Святого Георгия 4-го класса (ПАФ 04.03.1917).